# Arrondissement de Saint-Laurent-du-Maroni
Arrondissement de Saint-Laurent-du-Maroni är ett arrondissement i Franska Guyana (Frankrike).   Det ligger i departementet Guyane och regionen Franska Guyana, i den centrala delen av Franska Guyana, 190 km sydväst om huvudstaden Cayenne. Antalet invånare är 61 439.